# August Wilhelm Henschel
August Wilhelm Eduard Theodor Henschel (Breslavia, 20 dicembre 1790 – Breslavia, 24 luglio 1856) è stato un medico e botanico prussiano, noto soprattutto per i suoi contributi alla storia della medicina. Di origine ebraica, Henschel abbracciò in età matura il Cristianesimo, confessione a cui si convertì nel 1820.
Il suo nome è stato italianizzato in Guglielmo Edoardo Teodoro Henschel, ed è frequentemente citato con l'abbreviazione G. E. T. Henschel.
La sua abbreviazione botanica standard è Hensch.

## Biografia

### Formazione e carriera accademica
Henschel iniziò i suoi studi al Collegio medico e chirurgico di Breslavia, per poi proseguirli all'Ober-Collegium medicum di Berlino, quindi all'Università di Heidelberg e, infine, all'Università di Breslavia, dove divenne Medicinae Doctor nel 1813.
In quello stesso anno iniziò la pratica della professione medica finché non conseguì, nel 1816, l'abilitazione a Privatdozent (libero docente) della locale università (allora "Schlesische Friedrich-Wilhelms-Universität"). Nel 1821 vi fu nominato Assistenzprofessor (professore associato), e dal 1832 ebbe la cattedra di anatomia, fisiologia e patologia.
Della sua alma mater sarebbe stato in seguito anche rettore, dal 1852 al 1853.

### Opere e studi principali
Il suo primo lavoro importante fu Von der Sexualität der Pflanzen, sulla tassonomia linneana dei vegetali, che gli guadagnò una considerevole attenzione nel mondo scientifico.
Degli altri suoi lavori possono essere citati i seguenti: Vertheidigung der Entzündlichen Natur des Croups, 1813 (in Archivs für medizinische Erfahrungen di Anton Ludwig Ernst Horn); Commentatio de Aristotele Botanico et Philosopho, Breslavia, 1824; Über Einige Schwierigkeiten in der Pathologie der Hundswuth, Breslavia, 1829; Zur Geschichte der Medicin in Schlesien, Breslavia, 1837; Das Medicinische Doctorat, Seine Nothwendigkeit und Seine Reform, Breslavia, 1848.

#### Ricerche sulla storia della medicina
Henschel è conosciuto soprattutto per le sue ricerche nella storia della medicina, i cui risultati egli pubblicò nel periodico medico "Janus, Zeitschrift für Geschichte und Litteratur der Medizin".

##### Scoperta delCompendium Salernitanum
Si occupò, in particolare, della Scuola medica salernitana, filone di studio del quale fu protagonista di un'inaspettata scoperta, nel 1837, quando si imbatté in un codice manoscritto membranaceo adespoto del XII secolo, preservato nella biblioteca del Maria-Magdalenen-Gymnasium. In quel documento, al quale si fa spesso riferimento con il nome convenzionale di Compendium Salernitanum, erano riprodotti e tramandati ben 35 trattati medici di quella scuola.
La scoperta influenzò Salvatore De Renzi, che, venutone a conoscenza nel 1845, grazie a Charles Victor Daremberg del Collège de France, fu spinto a rivedere, con obiettivi più ambiziosi, la storia della scuola medica che allora andava preparando.
L'accumularsi in corso d'opera di una consistente mole di nuovi materiali e conoscenze fu tale da imporre a De Renzi una totale revisione e riscrittura della sua Storia della scuola medica di Salerno, uno scritto originariamente inserito come voluminosa premessa al primo volume della citata Collectio (pp. 1–416): quel testo confluì in un'opera autonoma, pubblicata nel 1857 come Storia documentata della scuola medica di Salerno, Napoli, Tip. Gaetano Nobile.
La collaborazione scientifica dei tre studiosi determinò un notevole avanzamento negli studi sul collegio medico salernitano, con successive scoperte dello stesso De Renzi e di Charles Daremberg. Dal loro sodalizio ebbe origine, nel 1852, la pubblicazione del primo tomo della monumentale e fondamentale Collectio Salernitana in cinque volumi.

## Opere
- (con Salvatore De Renzi e Charles Victor Daremberg), Collectio Salernitana: ossia documenti inediti, e trattati di medicina appartenenti alla scuola medica Salernitana, 5 volumi, Tipografia del Filiatre-Sebezio, Napoli 1852
- Schlesiens wissenschaftliche Zustände im vierzehnten Jahrhundert; ein Beitrag insbesondere zur Geschichte der Medicin (3 edizioni tra il 1850 e il 1967
- (LA)  Clavis Rumphiana botanica et zoologica: accedunt vita G. E. Rumphii, Plinii Indici, specimenque materiae medicae Amboinensis, 3 edizioni nel 1833
- Von der Sexualität der Pflanzen, 1820
- (LA)  Commentatio de Aristotele botanico philosopho by August Wilhelm Eduard Theodor Henschel, 4 edizioni nel 1824
- (LA)  Vita G.E. Rumphii, Plini indici: accedunt specimen materiae Rumphianae medicae clavisque herbarii et thesauri Amboinensis, 2 edizioni nel 1833
- (LA)  De Aristotele botanico philosopho, 2 edizioni nel 1823
- Zur Geschichte der Medicin in Schlesien. 1. Heft, Die vorliterärischen Anfänge, 3 edizioni dal 1837 al 1967
- (LA)  Synopsis chronologica scriptorum medii aevi medicorum ac physicorum quae codicibus bibliothecarum Vratislaviensium continentur, 3 edizioni nel 1847
- (LA)  De praxi medica Salernitana commentatio: cui praemissus est Anonymi Salernitani de adventu medici ad aegrotum libellus e Compendio Salernitano saec. XII. MSS. editus, 1850
- (LA)  Antonio Krocker... Summos In Medicina Et Chirurgia Honores Halis Ante Haec Decem Lustra Initos A. D. XIII. Cal. Novembr. A. MDCCC Gratulatur Universitatis Literarum Vratislaviensis Ordo Medicorum Interprete A. G. E. Th. Henschel: Inest 1. Anonymi Salernitani De Adventu Medici Ad Aegrotum Libellus Ex Compendio Salernitano Saec. XII M. S. Editus; 2. Commentatio De Praxi Medica Salernitana Compendio Et Libello Isto Maxime Illustrata, 1850
- (LA)  Praemissae sunt de bibliothecarum Vratislaviensium codicibus manuscriptis medii aevi medicis ac physicis observationes generales, 1847
- (LA)  Inest synopsis chronologica scriptorum medii aevi medicorum ac physicorum quae codicibus bibliothecarum Vratislaviensibus continentur, 1847